# Prêmio Walmap de Literatura
O prêmio WALMAP surgiu em 1964 e durante mais de uma década foi o mais importante concurso literário brasileiro. Seus idealizadores, o banqueiro José Luiz de Magalhães Lins e o escritor Antônio Olinto, lançaram-no pela coluna "Porta de Livraria", do jornal carioca O Globo. O nome WALMAP foi dado pelo banqueiro em homenagem ao seu tio Waldomiro de Magalhães Pinto, fundador e primeiro diretor do Banco Nacional de Minas Gerais. Além disso, WALMAP era o endereço telegráfico da organização.
Entre os 27 ganhadores, apenas uns três ou quatro já eram consagrados, entre eles, Carlos Drummond de Andrade, vencedor, em 1975, com As Impurezas do Branco. O prêmio revelou grandes talentos.

## Prêmios Concedidos
I Prêmio Nacional Walmap (1965):
Vencedor: Assis Brasil, Beira Rio, Beira Vida (nesse ano foi concedido um só prêmio).
II Prêmio Nacional Walmap (1967):
1o lugar: Oswaldo França Júnior, Jorge, um Brasileiro;
2o lugar: Maria Alice Barroso, Um Nome para Matar;
3o lugar: Octavio Mello Alvarenga, Judeu Nuquim;
4o lugar: Ricardo Guilherme Dicke, Deus de Caim, Paulo Herban Maciel Jacob, Chuva Branca e Paulo Rangel, A Verdade.
III Prêmio Nacional Walmap (1969):
1o lugar: Sérgio Viotti, E Depois Nosso Exílio;
2o lugar: Paulo Jacob, Dos Ditos Passados nos Acercados de Cassianã;
3o lugar: Lia Corrêa Dutra, Memórias de um Saudosista.
IV Prêmio Nacional Walmap (1971):
1o lugar: André Figueiredo, Labirinto;
2o lugar: Haroldo Bruno, Réquiem pelos Vivos;
3o lugar: Octavio Mello Alvarenga, Sexta-Feira, Dezesseis.
V Prêmio Nacional Walmap (1973):
1o lugar: Ledo Ivo, Ninho de Cobras;
2o lugar: Haroldo Bruno, A Mudança;
3o lugar: Ondina Ferreira, É No Silêncio Que as Sementes Germinam.
VI Prêmio Nacional Walmap (1975):
Categoria romance inédito: Assis Brasil, Os Que Bebem Como os Cães;
Categoria obra publicada nos últimos dois anos: Carlos Drummond de Andrade, As Impurezas do Branco.